# Нико
Нико, рођена као Криста Пефген (Келн, 16. октобар 1938 — Ибиза, 18. јул 1988), била је Немачка певачица-кантаутор, песник, композитор, музичар, модел и глумица, која је постала позната шездесетих као суперзвезда Ендија Ворхола.

## Биографија

### Рођење и младост
Рођена је 16. октобра 1938. године у Келну у тада нацистичкој Немачкој под именом Christa Päffgen. Са две године преселила се у мали градић Spreewald у предграђу Берлинa где је живела са мајком и дедом железничаром до краја Другог светског рата. Отац јој је умро у концентрационом логору.
Након бега из руске окупационе зоне 1946. године, Криста и њена мајка нашле су се у тада врло осиромашеној америчкој окупационој зони Берлина. Да би преживела и да би зарадила за своје школовање, Криста је била присиљена да већ са 13 година почне да ради као кројачица и благајница у продавници.
Након годину дана њена мајка јој је пронашла посао модела у једној берлинској модној агенцији што јој је одредило даљи ток живота. У 15.-тој години по задатку модне агенције била је посалта на острво Ибизу где је упознала фотографа који ју је прозвао Нико, према њеном одбеглом дечку Нику Папатакису. Касније је тог фотографа срела и у Паризу као власника ноћног локала.

### Глумачка каријера
Њен долазак на острво био је почетак судбинске повезаности са Ибизом, тада, а и сада, монденским летовалиштем популарних и моћних људи из филма и шоу бизниса. Та познанства су јој 1958. године омогућила улогу у краткој сцени филма «По први пут» са тада врло популарним Мариом Ланцом у режији Рудолфа Матеа.
Године 1959, у вили свог пријатеља у Риму, Нико је упознала Федерика Фелинија који ју је позвао на снимање свог филма Сладак живот (La dolce vita). Фелини је уочио њен таленат па јој је одмах понудио мању улогу у овом филму. Овом улогом њен углед у филмским и модним круговима снажно је порастао па су Нико и њена мајка у Паризу потписале уговор са много познатијом модном агенцијом. Ускоро су се њене слике појавиле у часописима и рекламама широм света. Париз јој је постао дом у наредних пет година а време је врло често проводила и на Ибизи.
Године 1960. Нико је као модел отишла у Њујорк где је узимала часове глуме код Lee Strassbergа, припремајући се за озбиљну филмску каријеру. У децембру 1962. године добила је велику улогу у француском филму Стриптиз где је упознала Сержа Генсбура који је био продуцент насловне песме за филм.

### Музичка каријера
Нико је 1964. године срела Брајана Џоунса који ју је упознао са менаџером Ролингстоунсa Andrewa Loog Oldhama са којим је направила свој први сингл «I'm Not Sayin» у продукцији Џимија Пејџа.
Вративши се у Њујорк крајем 1964. године, Нико је наставила са својим послом модела али је наставила и са певањем у познатом Blue Angel Loungeu. У то време имала је и кратку љубавну везу са Аленом Делоном којег је била срела раније 1962. године у Италији. У тој вези Нико је затруднела и добила сина Арија. У том раздобљу сви су желели да упознају ту мистериозну плавокосу девојку коју су сви почели обожавати. Касније у Паризу, Нико је уознала Боба Дилана који је убрзао њену певачку каријеру поклонивши јој песму «I'll Keep It with Mine» која је касније била објављена и на њеном првом албуму «Chelsea Girl». Дилан је касније на свом албуму «Blonde on Blonde» написао и посвету за Нико названу «Visions of Johanna»
Легенда каже да је Нико упознавши Ендија Ворхола једноставно рекла: «Желим да певам» и он ју је упознао са његовим тадашњим уметничким штићеницима из Велвет андерграунда који су били део његове Exploding Plastic Inevitable трупе. Од тада је Нико престала да се бави својим дотадашњим послом модела и целу годину је провела с члановима групе на турнеји.
Потпуно се у том времену придруживши бенду певала је у неким од класика Лу Рида као што су «Femme Fatale», «All Tomorrow's Parties» анд «I'l l Be Your Mirror» учествујући у снимању легендарног албума «Велвет Андерграунд и Нико» (1967). Тај албум и њена појава учинили су је најхаризматичнијом појавом музике тог времена.
Нико је паралелно наступала у познатим клубовима у којима су наступала тада најпопуларнији музичари. Нико се окреће соло каријери будући да је у бенду дошло до сукоба изазваних њеном харизматичноћу и сталним изменама љубави и мржње између ње, Џона Кејла и Лу Рида. 1967. Нико је издала свој први албум «Chelsea Girl» са песмама Рида и Кејла као и песмом Боба Дилана. Њен дубоки наркотичкни једноличан глас постао је њен заштитни знак, исто као и њене изражене јагодице, мрачни мејк-ап и мртвачки поглед.
Џон Кејл био је продуцент њена прва три албума пуна мрачних тонова, чудних звукова и осећаја. На турнеје је ишла ретко, углавном по Шпанији и Француској, као и у Њујорку. Њени наступи у тим временима били су незаборавна искуства. Њена музика које је била препуна тајанственог индијског звука и инструмената код слушалаца је одјекивала врло мистично и интензивно.
1969. године Нико је упознала филмског редитеља Philippea Garrela у Италији па је са њим у следећих пет година снимила десетак не баш успешних филмова на разним необичним локацијама у свету.
1976.979. Нико је више-мање провела у Њујорку а 1981. године преселила се у Лондон ради снимања албума «Drama of Exile». У то време повремено је наступала углавном са млађим музичарима а музички стил јој је постао мистично-оријентални што је било у контрадикцији с њеним кул наступом уз неизбежну цигарету и пиће.
1985. године Нико је издала свој нови албум «Camera Obscura» са старим продуцентом Џоном Кејлом. Албум је својом атмосфером и њеним извођењем био нека врста реквијема за мртве пријатеље и посвета тамним странама улице. Млађа публика доживљавала ју је као панк богињу, а звук албума одлично се уклопио у тадашња експериментална струјања у музици средине осамдесетих.

### Смрт
Дана 18. јула 1988, возећи се бициклом на Ибизи доживела је мождани удар од којег је пала са бицикла. Пролазници су је пронашли без свести. истог дана је преминула у локалној болници.
Њен пепео је сахрањен у Берлину, на малом гробљу, у гробницу где је сахрањена и њена мајка Маргарета, у присуству неколико пријатеља, уз песму Mütterlein са албума Desertshore емитовану са касетофона.

## Дискографија
- 1967 —
- 1969 —
- 1970 —
- 1974 —
- 1982 —
- 1983 —
- 1985 —
- 1985 —
- 1986 —
- 1986 —
- 1990 —
- 1994 —
- 1995 —
- 1995 —
- 1996 —
- 2000 —
- 2000 —
- 2002 —
- 2003 —